# 한국스탠다드차타드금융지주
한국스탠다드차타드금융지주는 2009년 6월 30일에 공식 출범하여 2015년 12월 1일에 소멸한 최초의 외국계 금융지주회사이다. 영국의 은행인 스탠다드차타드은행이 대한민국 내 계열사를 묶어 관리하는 중간금융지주회사였다. 계열사는 한국스탠다드차타드은행, 한국스탠다드차타드증권, 한국스탠다드차타드펀드서비스, 한국스탠다드차타드캐피탈, 한국스탠다드차타드저축은행 등 5개가 있었다.

## 연혁
- 2009.6 한국스탠다드차타드금융지주 출범
- 2014.9 한국SC은행이 SC펀드서비스 통합
- 2015.1 SC저축은행을 일본 J트러스트에 매각
- 2015.3 SC캐피탈을 일본 J트러스트에 매각
- 2015.12 한국스탠다드차타드은행과 합병

## 계열사
- 한국스탠다드차타드은행
- 한국스탠다드차타드증권